# Placostylus hongii
Placostylus hongii es una especie de molusco gasterópodo de la familia Orthalicidae.

## Distribución geográfica
Se encuentra  en Nueva Zelanda.